# 克吕泰涅斯特拉

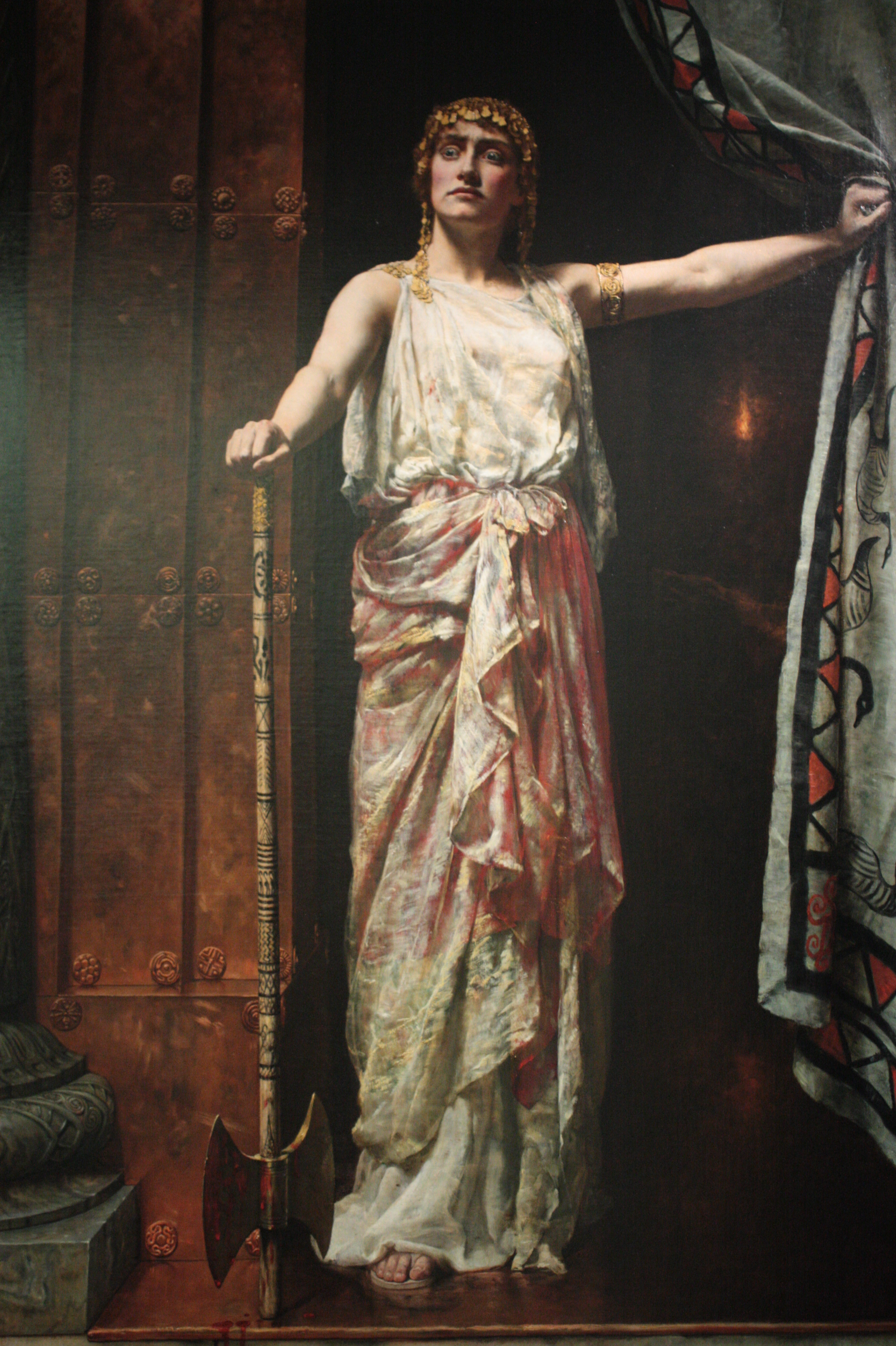
1882年的油畫形象

克吕泰涅斯特拉（Clytemnestra）為斯巴達皇后絕世美女海倫的雙胞胎姊妹，在希腊神话中是阿伽门农的妻子，野心勃勃。在丈夫参加特洛伊战争时和情夫埃癸斯托斯一起统治迈锡尼。战争结束后，阿伽门农回国，成为她统治迈锡尼的一大障碍。同時痛恨他在特洛伊戰爭出征時因得罪狩獵女神阿耳忒彌斯而以長女伊菲革涅亞獻祭。
于是她设计杀死了阿伽门农和他的情妇预言家卡珊德拉。最后她被自己的儿子俄瑞斯忒斯所杀。